# Riblja Čorba
Riblja Čorba je srbská hardrocková skupina. Byla založena 15. srpna 1978 v Bělehradě poté, co zpěvák Bora Đorđević opustil skupinu Suncokvet, dalšími členy byli kytarista Rajko Kojić, baskytarista Miša Aleksić a bubeník Vicko Milatović. Název znamená doslova „rybí polévka“, v tehdejším mládežnickém slangu to ale bylo také označení menstruace. Zpočátku skupina hrála coververze skladeb od The Rolling Stones, Deep Purple, Humble Pie a dalších, postupně začala budovat vlastní repertoár a v prosinci 1978 vydala první singl „Lutka sa naslovne strane“/„On i njegov BMW“. Balada na A straně se stala hitem a v roce 2006 se umístila na dvanáctém místě v anketě rozhlasových posluchačů o nejlepší píseň v dějinách jugoslávské populární hudby. Na seznamu stovky nejlepších jugoslávských rockových alb, který sestavili odborníci v roce 1998, má Riblja Čorba osm desek, nejlépe se umístil debut Kost u grlu na šestnáctém místě.
Texty skupiny vzbudily v Jugoslávii řadu politických kontroverzí: v roce 1982 sdružení bývalých partyzánů protestovalo proti verši „blázni umírají za ideály“ z písně „Na zapadu ništa novo“, spory vzbudilo i Đorđevićovo přijetí do Svazu srbských spisovatelů v roce 1988. Lídr skupiny v době rozpadu Jugoslávie podporoval Slobodana Miloševiće a odmítal vystupovat v Chorvatsku, později se však výrazně angažoval v Demokratické opozici Srbska a v roce 2004 ho ministr kultury Dragan Kojadinović jmenoval svým poradcem.
V roce 2009 vydala Slovinská pošta známku věnovanou skupině Riblja Čorba, zobrazující její typické logo s rybí kostrou.

## Diskografie
- 1979: Kost u grlu
- 1981: Pokvarena mašta i prljave strasti
- 1981: Mrtva priroda
- 1982: Buvlja pijaca
- 1982: U ime naroda (živě)
- 1984: Večeras vas zabavljaju muzičari koji piju
- 1985: Istina
- 1985: Nema laži, nema prevare (živě)
- 1986: Osmi nervni slom
- 1987: Ujed za dušu
- 1988: Priča o ljubavi obično ugnjavi
- 1988: Od Vardara pa do Triglava (živě)
- 1990: Koza nostra
- 1992: Labudova pesma
- 1994: Zbogom, Srbijo
- 1996: Ostalo je ćutanje
- 1997: Beograd, uživo ’97 (živě, 2CD)
- 1999: Nojeva Barka
- 2001: Pišanje uz vetar
- 2003: Ovde
- 2007: Trilogija
- 2007: Gladijatori u BG Areni (živě)
- 2009: Minut sa njom
- 2010: Niko nema ovakve ljude (živě)
- 2012: Uzbuna
- 2019: Da tebe nije